# Association internationale des régions francophones
L'Association internationale des régions francophones (AIRF) est une association française créé en 2002 et régie par la loi du 16 août 1901.

## Objectifs
Les statuts de l'association stipulent que l'AIRF a pour objet d'encourager la francophonie de proximité, elle entend concrètement participer au développement d’un espace francophone respectueux des diversités, solidaire et plus prospère.
L'association a pour but d’établir entre les collectivités, territoires et communautés régionales francophones des coopérations, des échanges d’information et d’expériences touchant à leurs domaines d’activité respectifs.

## Historique
L'AIRF fut créée en 2002 à l'initiative de Thierry Cornillet, vice-président de la région Rhône-Alpes (France), Abdelkébir Berkia, président de la région Rabat-Salé-Zemmour-Zaer (Maroc) et Oumarou Ag Mohamed Ibrahim (président de la région de Tombouctou),.
Depuis 2016, l’AIRF est présidée par Laurent Wauquiez, président du conseil régional d'Auvergne-Rhône-Alpes en France. Elle rassemble aujourd'hui près de 200 régions dont 8 associations nationales de régions dans 28 pays de la francophonie. M. Wauquiez est réélu à la présidence (2022-2025) à l’occasion de l'Assemblée générale du 23 juin 2022 à Lyon (France).
Parmi ses anciens présidents, on compte Mme Ségolène Royal,.
L'AIRF a exposé au 21e forum mondial des métiers de Lyon, du 2 au 5 février 2017.
Elle rassemble aujourd'hui près de 200 collectivités territoriales francophones dont 9 associations nationales de collectivités dans 28 pays de la francophonie. 

## Son organisation
L'AIRF est une association de près de 200 collectivités membres. Sa gouvernance s'articule de la manière suivante : 
- Un Bureau de vingt collectivités membres portant politiquement l’association et y représentant les pairs de leur pays respectif ;
- Quatre commissions thématiques : Affirmation du rôle des Régions / Francophonie économique / Jeunesse, Formation et Culture / Environnement, Eau, Energies, Biodiversité et Climat) ;
- Une commission géographique dédiée aux collectivités territoriales des pays sahéliens francophones.

## Champ d'action
Selon ses statuts, cette association peut signer des accords avec d’autres associations, être partenaire ou membre d'associations ou d'organisations régionales et/ou internationales. Elle est aussi habilitée à organiser et participer à des conférences internationales.
Dans le cadre des dispositions législatives et réglementaires en vigueur, elle établit avec les États et les institutions de coopération nationales et internationales des programmes de développement portant sur des projets définis en commun.
L’AIRF se fixe pour champ d’action opérationnel :
1. La défense de la régionalisation en aidant les collectivités territoriales à assumer leurs missions afin d’intensifier le rôle des Régions dans la gestion des problématiques locales ;
2. Le développement économique en encourageant les partenariats économiques entre les collectivités territoriales francophones et entre les acteurs économiques, les entreprises et les collectivités territoriales ;
3. L’accompagnement au montage de projet, le portage de projets communs et la recherche de financements internationaux pour concrétiser les stratégies de développement et les projets selon deux axes prioritaires :
  1. Le développement de l’accès à la ressource en eau et aux énergies, et de la gestion des déchets ;
  2. L’accès à l’emploi des jeunes par la formation et l’appui à la création d’activités économiques, créatrices de valeur.